# 魚叉 (遊戲)
《鱼叉》是Three-Sixty Pacific于1989年在DOS平台发行即时野战游戏。游戏是鱼叉系列首部作品。本作后移植到Amiga和麥金塔平台。
《鱼叉》截至1993年售出8万套。《龙》杂志为DOS版游戏打出5/5分。